# 菅沼定直 (戦国時代)
菅沼 定直（すがぬま さだなお）は、戦国時代の武将。三河国衆・田峯菅沼氏の一族で、4代目当主・菅沼定継の弟。

## 生涯
田峯菅沼氏を含む三河国の大半の国衆は、戦国前期に侵攻してきていた駿河今川氏に従っていた。しかし弘治元年（1555年）になると主に東三河の国衆で「三河忩劇」とよばれる内紛・叛乱の兆しが見え始め、田峯菅沼氏でも当主・菅沼定継が今川氏に敵対した。しかし定直をはじめ弟の定氏・定仙・被官の林左京進が今川方に付き、定継方を攻撃、成敗した。戦後定直らは田峯菅沼氏の次期当主に定継の子・小法師（後の定忠）を擁立し、今川義元から認可された。
永禄4年（1561年）に松平家康が今川氏から離反すると、4月15日付で家康から定直ら田峯菅沼氏の一族宛てに「菅沼定忠の本領安堵・一味衆の進退保証・遠江国での所領宛行約束・設楽貞通の進退保証」を約束された。この判物では定直が宛名の筆頭となっており、定直が他の一族と共に幼君・定忠を支え田峯菅沼氏の家中運営に携わっていることがみてとれる。なお、田峯菅沼氏は翌年正月に奥平定能らの仲介により今川氏に再従属している。その後最終的に家康が三河統一を成し遂げると松平氏に従属する。
その後の定直の動向は不明。元亀3年（1572年）10月に武田信玄が三河・遠江侵攻を開始すると田峯菅沼氏は武田方の定忠・定仙らと徳川方の定氏らに分かれるが、この時点で定直の名前は確認できないことからその時期までに死去した可能性がある。
徳川氏の元で伊那郡統治に携わった菅沼定利は、定直の子とされている。